# Elimia showalteri
Elimia showalteri är en snäckart som först beskrevs av I. Lea 1860.  Elimia showalteri ingår i släktet Elimia och familjen Pleuroceridae. Inga underarter finns listade i Catalogue of Life.

## Bildgalleri

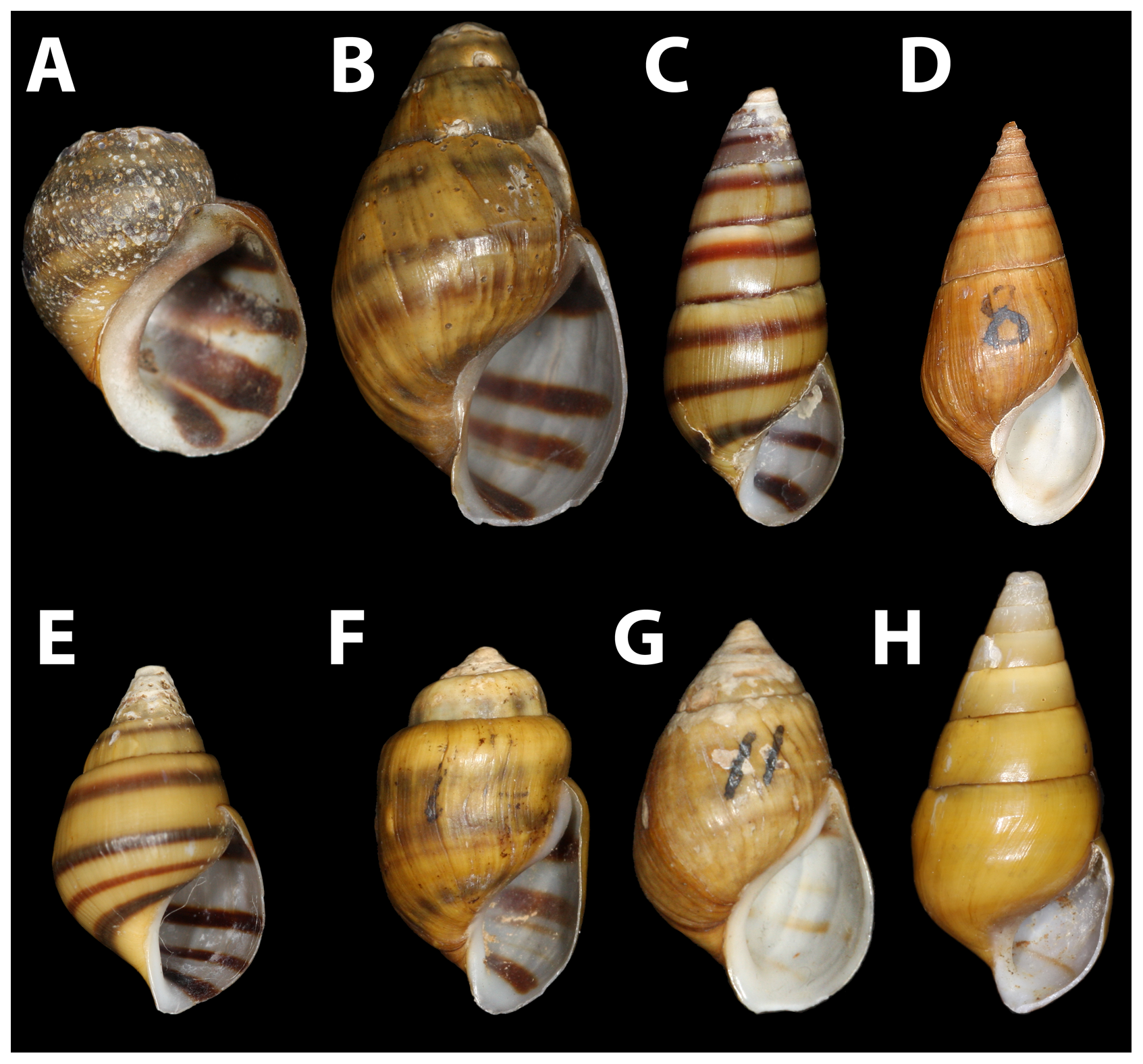